# Marimbula
Marímbula, auch Rumba-Box, seltener bass kalimba oder marimba, ist ein Lamellophon mit einem großen hölzernen Resonanzkasten, das vor allem im kubanischen Son und anderen Popularmusikstilen in der Karibik verwendet wird. Die Kernbesetzung eines traditionellen Son-Ensembles besteht aus Tres (kleine Gitarre), Bongos (Zylindertrommelpaar) und Marimbula.
Das Marimbula wurde im 19. Jahrhundert von schwarzafrikanischen Sklaven und ihren Nachkommen im Osten Kubas entwickelt. In Form und Spielweise steht das als rhythmisches Bassinstrument dienende Marimbula dem Cajón, einer ursprünglich als Trommelersatz dienenden Holzkiste, nahe und unterscheidet sich in seiner musikalischen Funktion wesentlich von den afrikanischen Lamellophontypen. Bei traditionellen Marimbulas ist der Resonanzkasten mit einer Reihe von drei bis über zehn Lamellen bestückt, die mit den Fingern gezupft werden.
Neben Kuba heißen oder hießen Lamellophone marimbula in der Dominikanischen Republik und in Cartagena (Kolumbien) sowie manimba oder manouva (auch marimba, malimba) in Haiti. Die afrikanischen Vorläufer des Marimbulas sind wahrscheinlich kleinere Lamellophone im Osten Nigerias und im angrenzenden Kameruner Grasland, deren Musiktradition im 17. Jahrhundert in die Karibik deportierte Sklaven mitbrachten. Gleichzeitig mit seiner Ausbreitung über die Karibikinseln Anfang des 20. Jahrhunderts gelangte vermutlich das Marimbula nach Afrika zurück zu den Yoruba im Westen Nigerias, wo heute das für Afrika ungewöhnliche große Holzkasten-Lamellophon agídígbo gespielt wird.

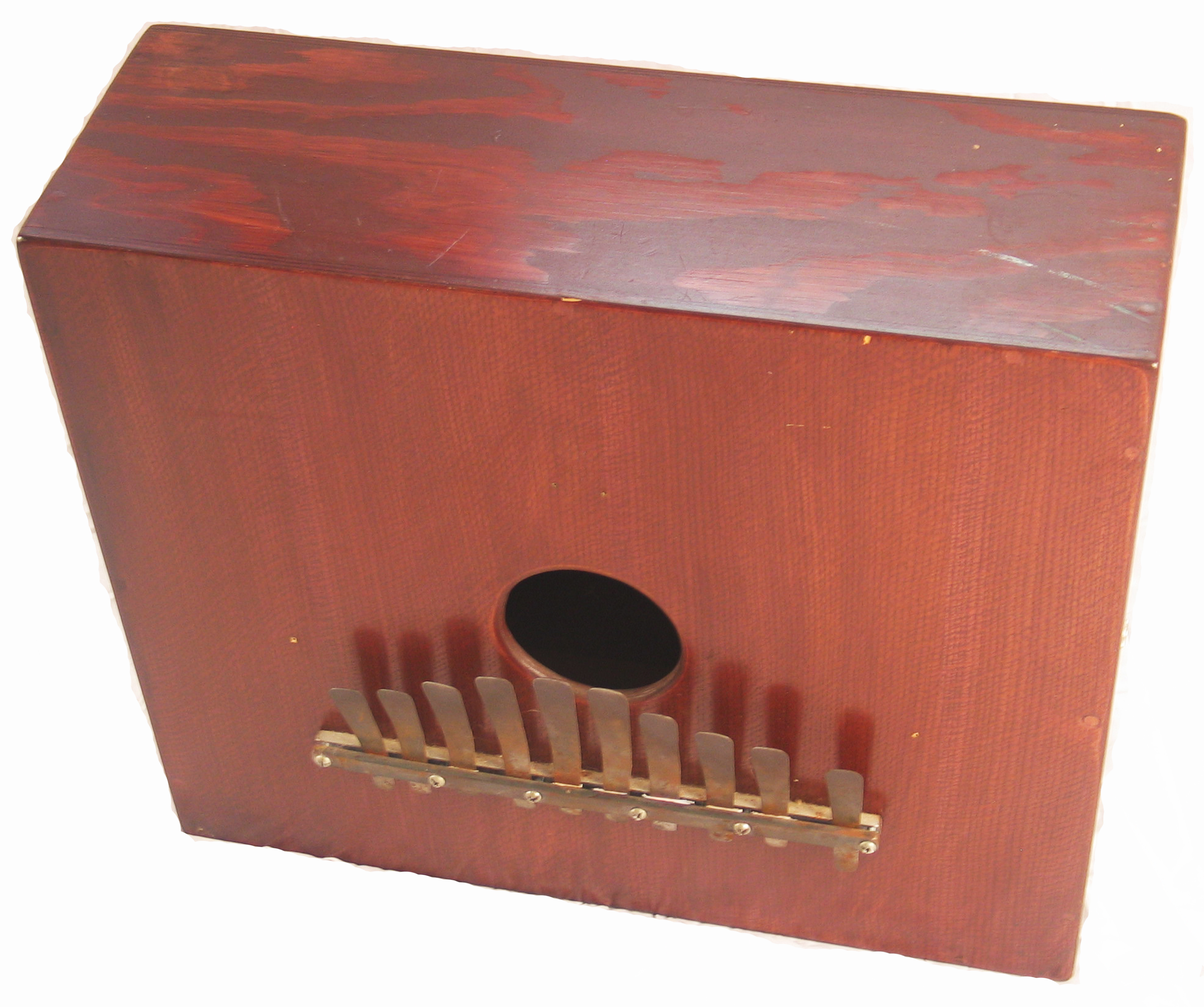
Kubanisches Marimbula mit zehn Lamellen

## Etymologie
Marimba bezeichnet international verbreitete moderne Xylophone sowie unterschiedliche traditionelle Xylophone und Lamellophone im südlichen Afrika und in Ostafrika. Das Wort marimba gehört zu dem in Bantusprachen verbreiteten Wortstamm -rimba oder -limba (wobei r und l in vielen Bantusprachen ein Phonem, also austauschbar sind). In mehreren Regionen im südlichen Afrika wird mit rimba oder limba ein Einton-Xylophon bezeichnet (eine einzelne über der Öffnung einer Kalebasse montierte Klangplatte). Die meisten bantusprachigen Substantive bestehen jedoch aus zwei Morphemen. Mit dem für mehrere gleiche Gegenstände dem Wortstamm vorangestellten Präfix ma- ergibt sich ein Pluralwort für ein Musikinstrument mit einer Reihe von Klangerzeugern (mehreren Lamellen). Weitere Klassenpräfixe dienen zur Unterscheidung regionaler Instrumente, so steht etwa in Chichewa ulimba und malimba für ein Xylophon. Das Wortumfeld erstreckt sich bis in den Norden Angolas, wo die Mbondo in der Provinz Malanje Xylophone madimba nennen. George T. Nurse (1970) verbindet durch Metathese den Stamm rimba/limba mit mbira/mbila für eine ebenfalls Xylophone und Lamellophone bezeichnende Wortgruppe. Portugiesische Reisende und Kolonisatoren des 16. und 17. Jahrhunderts griffen das Bantuwort marimba auf und übernahmen es in Brasilien für praktisch alle Musikinstrumente der aus dem zentralen und südlichen Afrika verschleppten Sklaven. Bis in die 1960er Jahre existierte an der kolumbianischen Atlantikküste im Ort San Basilio de Palenque, der im 17. Jahrhundert von geflüchteten afrikanischen Sklaven gegründet worden war, noch ein marimba genannter Musikbogen.
Marimbula wurde nach Gerhard Kubik (1999) durch Anhängen des spanischen Suffixes -ula gebildet. Jos Gansemans (1989) verweist dagegen auf das bantusprachige Suffix -ul(a) oder -il(a) in der Bedeutung „etwas für jemanden tun“. Mit der Bantuwurzel -imba (Bedeutungsumfeld „Gesang, Melodie“) ergibt beispielsweise kwimba „singen“ und kwimbila „zu Ehren von jemand singen“. Daraus würde für marimbula „ein Musikinstrument, das zu Ehren von jemand spielt“.
In Kuba wird das Marimbula auch nach dem gleichnamigen Musikstil als changüi bezeichnet. Das Wort kann außerdem „Trick, Betrug“ bedeuten.

## Herkunft

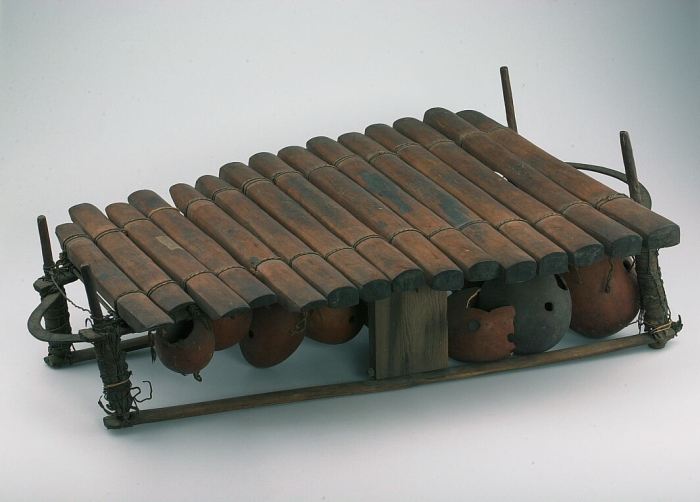
Xylophon mit 15 Klangplatten aus Zentralafrika. Untergehängte Kalebassen zur Resonanzverstärkung. Die Löcher waren mit Mirlitonen beklebt. Vor 1887

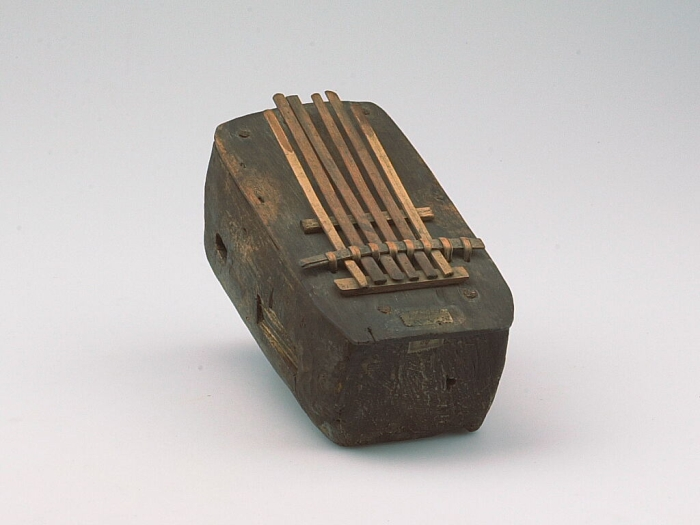
Lamellophon mit einem kastenförmigen Resonanzkörper und sechs Bambuslamellen aus dem Kongobecken. 1850–1885

Die originär aus Subsahara-Afrika stammenden Lamellophone werden zusammen mit den hauptsächlich in Südostasien, Zentralasien, Südasien und Europa verbreiteten Maultrommeln als Zupfidiophone kategorisiert. Die Klangerzeugung basiert bei beiden Instrumentengruppen auf elastischen Zungen (Lamellen), die an ihrem freien Ende angezupft und dadurch in Schwingung versetzt werden. Über ihr fixiertes Ende übermitteln die Zungen die Schwingungen zur Klangverstärkung an einen Resonanzkörper. Bei den Maultrommeln wird eine Zunge durch den Mundraum verstärkt, bei den Lamellophonen übertragen mehrere Zungen die Schwingungen an ein Brett oder an einen Holzkasten. Die ältesten Instrumente beider Gruppen besaßen Zungen aus Pflanzenmaterial wie beim Lamellophon timbrh in Kamerun. Stattdessen werden heute überwiegend Metallzungen verwendet. Die traditionellen Verbreitungsgebiete beider Instrumentengruppen überschneiden sich nicht.
Eine weitere Verbindung besteht zwischen Lamellophonen und Xylophonen über die Spielweise. Mit der These, Lamellophone seien als „tragbare Xylophone“ geschaffen worden, verwies der Musikethnologe Arthur Morris Jones (1973/74) zugleich auf die mutmaßliche Herkunft der afrikanischen Xylophone von den Malaiischen Inseln. Bei Lamellophonen sind die Lamellen symmetrisch angeordnet – die tiefsten und längsten in der Mitte, während die Klangplatten der Xylophone in einer aufsteigenden Reihe nebeneinander liegen. Wenn ein Lamellophonspieler mit beiden Daumen für die afrikanische Musik charakteristische „verzahnte“ (englisch interlocking) Rhythmen produziert, so entspricht dies demnach dem Spiel von zwei sich an einem Xylophon gegenüber und damit seitenverkehrt sitzenden Musikern. Die beiden Daumen des Lamellophonspielers entsprechen Jones zufolge der rechten Hand des einen und der linken Hand des anderen Xylophonspielers.
Ein verschiedentlich nachgewiesener Kulturtransfer von Südostasien nach Afrika fand auf dem Seeweg in der zweiten Hälfte des 1. Jahrtausends statt. Gerhard Kubik rekonstruiert anhand sprachlicher Untersuchungen eine hypothetische Existenz von rein aus pflanzlichen Materialien bestehenden Lamellophonen seit dem 1. Jahrtausend v. Chr. Erhalten sind solche Lamellophone nicht. Die älteste schriftliche Quelle für Lamellophone in Afrika ist die 1609 veröffentlichte Reisebeschreibung Etiópia Oriental e vária história de cousas notáveis do Oriente des portugiesischen Missionars Frei João dos Santos (um 1570 – um 1625), der 1586 an der Küste von Mosambik im Palast des Königs ein Lamellophon mit neun Zungen spielen hörte.
Der Name marimba für ein Lamellophon taucht erstmals in der instrumentenkundlichen Beschreibung des italienischen Jesuitenpaters Filippo Bonanni Gabinetto armonico Pieno d' Instromenti sonori von 1723 auf. Bonanni war selbst nie in Afrika. Woher die Abbildung stammt, ist unklar. Dem Namenszusatz nach („Marimba de Cafri“) könnte ein Instrument von der Küste des Indischen Ozeans gemeint gewesen sein, denn das italienische Wort „Cafri“ (Kaffer) ist arabischen Ursprungs und war für Araber aus Oman, die ihren Einfluss entlang der dortigen Küste bis nach Mosambik ausübten, die Bezeichnung für nichtmuslimische Afrikaner. Ansonsten wurden in der europäischen Literatur des 19. Jahrhunderts die (west-)afrikanischen Xylophone als „Marimba“ bezeichnet.
Als nächster verwendete der in Brasilien geborene portugiesische Naturforscher Alexandre Rodrigues Ferreira (1756–1815) in der Beschreibung seiner zwischen 1783 und 1792 unternommenen „philosophischen Reisen“ ins Inland Brasiliens den Namen marimba für ein Lamellophon, das ein aus Angola stammender Sklave im Norden Brasiliens angefertigt hatte. Die detaillierte Abbildung zeigt ein Lamellophon eines heute im Südwesten Angolas vorkommenden Typs mit 16 Lamellen, der dort jedoch anders genannt wird. Offenbar war marimba bereits im 18. Jahrhundert in die portugiesische Sprache als allgemeine Bezeichnung für von afrikanischen Sklaven gespielte Lamellophone und Xylophone eingegangen. Dass der von Ferreira gezeichnete Sklave aus Südwestangola stammte, geht Gerhard Kubik zufolge auch aus Ferreiras Abbildung eines ebenfalls für dieselbe Region in Angola typischen Pluriarc hervor, der von diesem Sklaven oder seiner Umgebung gespielt wurde.
Quellen über Lamellophone in Afrika sind bis ins 19. Jahrhundert spärlich. Ab der zweiten Hälfte des 19. Jahrhunderts lieferten Afrikaforscher wie David Livingstone und Karl Mauch teilweise detaillierte Angaben zu den mbira im südlichen Afrika. In der ersten systematischen Zusammenstellung afrikanischer Musikinstrumente, die durch die Auswertung von Museumsbeständen erfolgte, umreisst Bernhard Ankermann (1901) das Verbreitungsgebiet der „Sansa“ genannten Lamellophone von Angola über das Kongobecken bis nach Kamerun. Das isolierte Vorkommen einer „Sansa“ bei den seefahrenden Kru in Liberia und Sierra Leone hält er für einen jüngeren Import aus Angola oder Gabun.
Ankermanns Vermutung, Lamellophone seien erst im Verlauf des 19. Jahrhunderts auf dem Seeweg entlang der westafrikanischen Küste von Zentralafrika nach Sierra Leone gelangt, bestätigt Gerhard Kubik (1999). Im Südosten Nigerias und im Kameruner Grasland gibt es eine alte Tradition spezifischer Lamellophontypen (darunter das timbrh bei den Wute und das nicht mit dem gleichnamigen Xylophon zu verwechselnde mendzan bei den Tikar) mit Lamellen aus Raphiablattrippen. Dagegen waren vor dem 18. Jahrhundert Lamellophone westlich des Niger unbekannt. Erst Anfang des 19. Jahrhunderts begannen sich offenbar Lamellophone aus Gabun, Kamerun und Nigeria mit dem Seehandel entlang der Küste nach Sierra Leone auszubreiten. In Gegenrichtung brachten aus der Karibik nach Freetown in Sierra Leone zurückgekehrte ehemalige schwarzafrikanische Sklaven die rechteckige Rahmentrommel gumbe mit und verbreiteten sie entlang der westafrikanischen Küste bis zum Golf von Guinea.
Mit dem im 16. Jahrhundert begonnenen atlantischen Sklavenhandel gelangte die Tradition der Lamellophone in einige Gebiete von Mittel- und Südamerika. Der in England geborene Autor Thomas Ewbank veröffentlichte 1856 die Schilderung seines Brasilienaufenthalts. Daraus geht hervor, dass Mitte des 19. Jahrhunderts verschiedene Typen von Lamellophonen bei den in Rio de Janeiro lebenden Afrikanern sehr beliebt waren. Die von Ewbank „Marimba“ genannten Lamellophone besaßen 10 bis 15 auf ein flaches Brett montierte Lamellen und wurden zur Klangverstärkung in eine Kalebassenhalbschale gelegt. Offenbar hatten die afrikanischen Sklaven sich auch an europäische Musikstile angepasst, denn Ewbank beschreibt einen vorbeigehenden Mann, der beide Hände in eine Kalebasse hielt, „der er eine flotte Walzermelodie entlockte“.
Im 19. Jahrhundert waren Lamellophone im Gebiet von Montevideo (Uruguay) und La Plata (Argentinien) unter dem Namen quisanche (abgeleitet von cisanji, einem bei den Chokwe und Luvale im südlichen Afrika bekannten Lamellophon) verbreitet. Quisanche genannte Lamellophone waren noch in den 1950er Jahren bekannt, andere Lamellophone waren bereits Ende des 19. Jahrhunderts in Südamerika praktisch verschwunden. Die quisanche verschwand jedoch nicht gänzlich und wird heute unter diesem Namen gelegentlich im afro-argentinischen Candomblé verwendet.

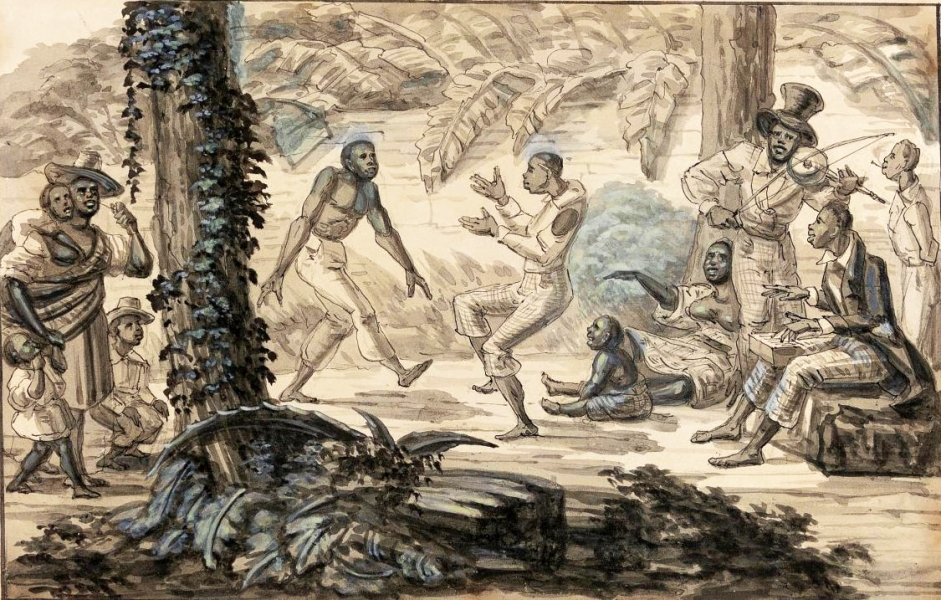
Zwei Tänzer in Brasilien, begleitet von zwei Musikern, die eine einsaitige Fiedel und ein Lamellophon mit einem besonders großen Resonanzkasten spielen. Gemalt von Harro Paul Harring, 1840

Lediglich in der Karibik haben Lamellophone mit Namensvarianten von marimba, malimba, marimbula und marimbola überlebt. Das Marimbula mit seinem charakteristischen großen Resonanzkasten ist eine Entwicklung afrikanischer Sklaven in Kuba. Den ältesten Nachweis für einen Vorläufer des heutigen Marimbula liefert Harro Paul Harring (1798–1870), dessen mit „Negro Dance in Brazil“ betiteltes Bild 1840 in Brasilien entstand und einen sitzenden Mann zeigt, der mit den Zeigefingern ein Lamellophon mit einem relativ großen Resonanzkasten spielt. Ein Wörterbuch der kubanischen Alltagssprache von 1862 (Esteban Pichardo: Diccionario provincial) erwähnt ein Lamellophon mit einem kleinen Resonanzkasten, das von afrikanischen Sklaven gespielt wurde. Nach der Reisebeschreibung des englischen Malers Walter Goodman (1838–1912) von 1873 spielten die schwarzen Afrikaner in Kuba bei abendlichen Treffen zur Begleitung ihrer Gesänge ein Lamellophon mit einem quadratischen Resonanzkasten.
Gerhard Kubik (1999) vermutet den Ursprung des Marimbula-Lamellophontyps bei der Gruppe von Lamellophonen mit Raphialamellen im südöstlichen Nigeria (Bundesstaat Cross River). Er verweist auf eine mögliche parallele Verbindung zwischen einem anderen Lamellophon in Kuba und in Nigeria. Bei dem 1955 vom kubanischen Musikethnologen Fernando Ortiz Fernández beschriebenen Lamellophon marimbula de güira mit einem kreisrunden Resonanzkörper sind 12 breite Lamellen auf eine ähnliche Art befestigt, wie dies auch bei den afrikanischen Lamellophonen des Raphiatyps in Nigeria der Fall ist. In der Bucht von Bonny mit der Insel Bioko und ihrem nigerianischen Hinterland liegt Kubik zufolge der mutmaßliche Ursprung des Marimbula, eine Herkunft von den Lamellophontypen im Kongobecken und Angola schließt er aus.
Das Marimbula wird seit seiner Einführung in der kubanischen Provinz Oriente zusammen mit Bongos gespielt. Das kleine Zylindertrommelpaar gelangte ebenfalls von dort mit dem Musikstil Son und offenbar bereits unter dem allgemeinen bantusprachigen Namen bongó um 1900 nach Havanna. Einige damals bekannte Son-Musiker waren Mitglieder des Abakuá-Geheimbundes, der von Leopardgesellschaften im nigerianischen Bundesstaat Cross River abstammt. Die Abakuá verwenden in ihren Ritualen eine bongó ékue genannte Reibtrommel, deren Ton den Schrei eines Leoparden nachahmen soll.

## Verbreitung

### Brett-Lamellophone
Fernando Ortiz Fernández bezeichnet in seinem umfangreichen Werk über afro-kubanische Musikinstrumente (Los instrumentos de la música afrocubana, 1955) alle Lamellophontypen als marimbula. Mitte des 20. Jahrhunderts gab es seinen Beschreibungen zufolge noch einige kleine Lamellophone, die mit beiden Händen gehalten und mit den Daumen oder mit Daumen und Zeigefingern gespielt wurden. Kleine Lamellophone wurden auch in Haiti (marimba), Puerto Rico und in Louisiana verwendet. Für Louisiana erwähnt der US-amerikanische Schriftsteller George Washington Cable (1886) ein marimba brett aus einem ungefähr 12 × 20 Zentimeter großen flachen Holzkasten, dessen Lamellen der im Schneidersitz auf dem Boden sitzende Spieler mit den Daumen zupfte. Das marimba brett (mit dem merkwürdigen deutschen Namenszusatz „Brett“) wurde ab Anfang des 19. Jahrhunderts besonders in der Congo Square, dem Treffpunkt schwarzer Sklaven in New Orleans gespielt. Bis zum Verkauf der französischen Kolonie Louisiana an die Vereinigten Staaten im Jahr 1803 waren etliche Einwanderer aus der Karibik gekommen und hatten offenbar Lamellophone mitgebracht.
Am weitesten verbreitet waren Lamellophontypen in Brasilien, wo durch zahlreiche schriftliche Quellen und Abbildungen ab Anfang des 19. Jahrhunderts zur angolanischen Tradition gehörende Brettlamellophone nachgewiesen sind. Erkennbar auf den Abbildungen sind Brettlamellophone, die zur Klangverstärkung in eine Kalebassenhalbschale gehalten werden. Mehrere im Museus Castro Maya (in Alto da Boa Vista, Rio de Janeiro) aufbewahrte Gemälde des französischen Malers Debret, der 1816 bis 1831 in Brasilien lebte, zeigen Lamellophone. In den Bildkommentaren ist zu lesen, dass die unterschiedlich langen Lamellen aus Eisen mit beiden Daumen gezupft wurden. Die brasilianische Malerin Lydia Cunha zeigt in ihrem 1846 veröffentlichten Werk Lembrança do Brasil mehrere Tanzszenen der Afrobrasilianer, begleitet von Lamellophonen. Anfang des 19. Jahrhunderts scheinen Lamellophone beliebte Rhythmusinstrumente beim Karneval in Rio de Janeiro gewesen zu sein. Eines von Debrets Bildern zeigt das Zusammenspiel eines Lamellophons mit dem Schrapinstrument reco-reco. Auf einem anderen Bild tragen Männer schwere Kaffeesäcke auf ihren Köpfen. Damit die Träger auf ihrem langen Marsch zum Markt nicht erlahmen, produziert ein Anführer mit Gesang und seinem Lamellophon aufmunternde improvisierte Lieder.

### Kastenförmiges Lamellophon

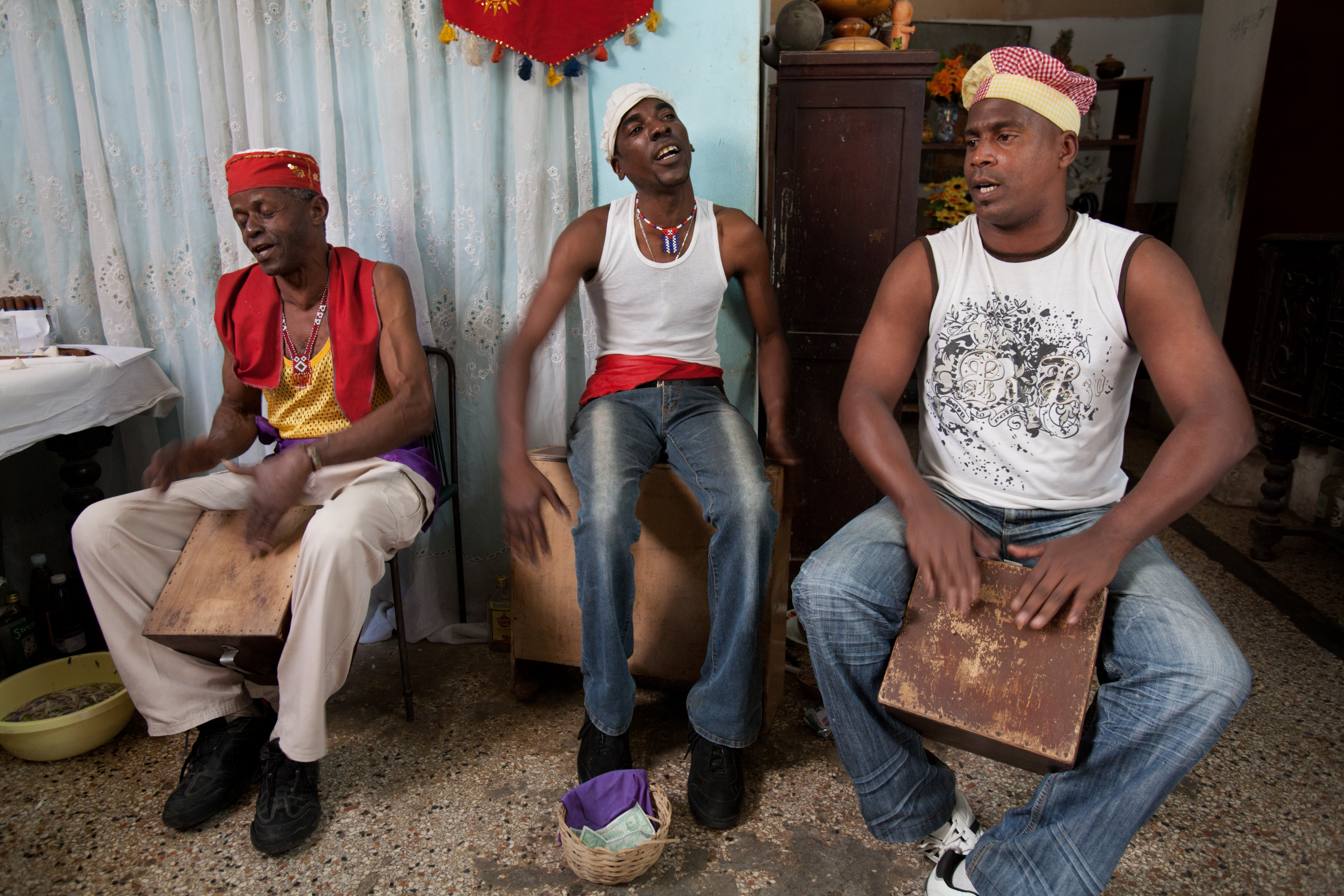
Drei Cajón und Gesang in der Cajon de Muertos genannten Santería-Zeremonie „für die Toten“

Das heutige kastenförmige Marimbula, das sich in Form und Spielweise von den genannten Lamellophonen grundlegend unterscheidet, stammt aus der Provinz Oriente im Osten Kubas. Anders als die europäischen Einwanderer konnten die afrikanischen Sklaven ihre Musikinstrumente selbst nicht mitnehmen, sondern verwendeten zu deren Bau zunächst vorgefundene Materialien und Gegenstände. Insofern ist das anfangs auch nur aus einer Holzkiste bestehende Perkussionsinstrument Cajón (spanisch, „Schublade, Kiste“) eine verwandte Entwicklung.
Mit der Abschaffung der Sklaverei in Kuba 1886 änderte sich für die meisten Sklaven zunächst wenig an ihrer sozialen Lage. Sie blieben mehrheitlich als Lohnarbeiter auf den Plantagen, einige wanderten auf andere Inseln aus, um auf den dortige Plantagen zu arbeiten, und verbreiteten dadurch ihre Musikkultur. Bewohner der Antillen gingen nach Kuba, wo sie mit der schwarzafrikanischen Musik in Kontakt kamen. Besonders von der Kleinen Antillen-Insel Bonaire stammende Seefahrer waren Ende des 19. und Anfang des 20. Jahrhunderts in Kontakt zu schwarzen Sklaven auf Kuba gekommen und übernahmen deren Marimbula in ihre eigene Musik. Die ersten Volksmusikensembles auf Bonaire und der ebenfalls vor der venezulanischen Küste gelegenen Insel Aruba führten das Marimbula in den 1920er Jahren ein. Auf der benachbarten Insel Curaçao wurden die zuvor dort unbekannten Marimbula und Bongos um 1900 etabliert. Auf Curaçao gab es das Marimbula mindestens bis Anfang der 1960er Jahre, auf Aruba und Bonaire wurde das Lamellophon um 1970 durch den E-Bass ersetzt. In Venezuela war das Marimbula kaum verbreitet.
Bis zu den 1930er Jahren hatte sich das Kasten-Lamellophon in mehreren Ländern in der Karibik verbreitet, überwiegend mit Namensvarianten von marimbula. Nur im englischsprachigen Jamaika ist dieses Lamellophon als rumba box bekannt. In East Harlem, einem hauptsächlich von Einwanderern aus der Karibik bewohnten Stadtviertel in New York, sollen die Marimbulas in den 1930er Jahren aus Orangenkisten und Bettfedern gefertigt worden sein.
Das Marimbula verbreitete sich Anfang des 20. Jahrhunderts zusammen mit dem Son Cubano der kubanischen Tanzmusikbands (spanisch conjuntos). Obwohl keine dieser Gruppen in Cartagena an der kolumbianischen Atlantikküste auftrat, formierten sich Ende der 1920er Jahre in dieser Stadt, angeregt durch Schallplatten und Musikfilme, einige lokale conjuntos, die mit Marimbulas den populären Stil der kubanischen Gruppen imitierten. Für das Kisten-Lamellophon wurde der kubanische Name marimbula übernommen, daneben wurde es marimba genannt, denn sämtliche Melodieinstrumente einschließlich dem Musikbogen, aber abgesehen von Blasinstrumenten, bezeichnete man so. Dagegen hieß an der kolumbianischen Pazifikküste hauptsächlich das Xylophon marimba. Bis das Marimbula um die Mitte des 20. Jahrhunderts selten geworden war, gehörte es überwiegend zum Instrumentarium junger Amateurmusiker, die ihre Lamellophone mit vier bis sechs Lamellen selbst herstellten. Professionellere Gruppen verwendeten Instrumente mit doppelt so vielen Lamellen.

### Agídígbo

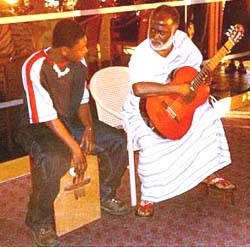
Der ghanesische Palm-wine-Musiker Koo Nimo spielt Gitarre, begleitet von seinem Sohn Yaw Amponsah auf dem Lamellophon prempensua, 2000

Das Marimbula gehört wahrscheinlich zu den auf dem amerikanischen Kontinent entwickelten afro-amerikanischen Kulturphänomenen, die wie die Rahmentrommel gumbe als veränderte Tradition nach Afrika zurückkehrten. Wenig entfernt von ihrem mutmaßlichen Ausgangspunkt im Gebiet der Raphia-Lamellophone im Osten Nigerias und im Westen Kameruns kommt bei den Yoruba im Bundesstaat Oyo im Südwesten des Landes das Lamellophon agídígbo vor, dessen Form und Konstruktionsmerkmale weitgehend mit dem karibischen Marimbula übereinstimmen. Das agídígbo wurde nach allgemeiner Ansicht erst in jüngerer Zeit eingeführt. Ein älteres ungewöhnliches Lamellophon, das bei den dortigen Yoruba unter dem Hausa-Namen molo bekannt war, bestand aus einer Kalebassenhalbschale, an deren Innenseite die Lamellen direkt befestigt waren. Eine organologische Beziehung zum agídígbo besteht nicht. Dessen Name ist mit dem Yoruba-Wort gidigbo verwandt, das älter ist als der Lamellophontyp und eine Art von Wrestling bei den Yoruba bezeichnet. Bei diesem Wrestling soll früher das agídígbo gespielt worden sein. Gerhard Kubik (1999) erkennt darin eine Parallele zum brasilianischen Kampftanz Capoeira, bei dem auch eine rhythmische Musik zur Begleitung gehört.
Als 1888 die Sklaverei in Brasilien beendet war, kehrten viele Afrobrasilianer nach Nigeria zurück. Sie brachten den von den Portugiesen in Salvador da Bahia eingeführten barocken Architekturstil mit, den bald wohlhabende Yoruba für ihre Wohnhäuser in den Städten im Westen Nigerias übernahmen. Das dem molo nachfolgende, aber in der Tradition des Marimbula stehende agídígbo besteht wie sein wahrscheinliches Vorbild aus einem großen Holzkasten, der ungefähr 60 × 45 × 22 Zentimeter misst. Der Musiker sitzt auf dem Kasten oder legt ihn in seinen Schoß und zupft die fünf oder mehr breiten Lamellen mit den Zeigefingern beider Hände. Bei Prozessionen trägt der Musiker das agídígbo an einem Band so um seine Schulter, dass es seitlich an der Hüfte hängt und die freien Enden der Lamellen nach oben ragen.
Wie bei den frühen Marimbulas werden zur Herstellung dieses Lamellophons ausschließlich vorgefundene Materialien verwendet: eine Verpackungskiste für den Resonanzkörper und alte Sägeblätter oder sonstige Abfallbleche für die Lamellen. Seit den 1960er Jahren wird das agídígbo auch mit elektrischen Tonabnehmern ausgestattet und für Popularmusikstile wie Apala, Sakara und Jùjú verwendet.
Wird das agídígbo als Soloinstrument verwendet, folgt es eng der Gesangsstimme, indem die Töne den Rhythmus und die Melodie der tonalen Yoruba-Sprache reproduzieren. Dafür werden die zwei mit der linken Hand gespielten Lamellen zur rhythmischen Begleitung verwendet, während die drei Lamellen der rechten Hand „sprechen“, das heißt, Tonfolgen produzieren, die von Kennern wie bei einer gesprochenen Sprache als Nachricht verstanden werden. Zu den „sprechenden“ Musikinstrumenten gehören in Nigeria außerdem einige Sanduhrtrommeln wie die kalangu im Norden, einige Schlitztrommeln, Hörner und Flöten wie die oja im Süden. Die am tiefsten klingende Lamelle ist die mittlere. Die Tonintervalle zwischen den Lamellen werden auf die Melodie der zu spielenden Stücke gestimmt.
Das agídígbo gelangte bis ins benachbarte Benin zu den Nago, einer Dialektgruppe der Yoruba. Vom Namen agídígbo abgeleitet sind das gidigbo bei den im Westen bis nach Ghana siedelnden Fon und das agijigbo bei den Gwari in Nigeria. Beide Lamellophone bestehen aus alten Ölkanistern als Resonanzkörper und haben fünf Lamellen. Sie werden zusammen mit Rasseln, von einzelnen Hausa-Musikern im Norden Nigerias auch mit der Sanduhrtrommel kalangu und der kleinen Kesseltrommel kuntuku zur rhythmischen Begleitung von Gesängen verwendet.
Die Gonja im Nordosten Ghanas nennen diesen Lamellophontyp gidirigo und die Akan in den zentralen und südlichen Landesteilen prempensua (prempensiwa). Ein weiterer Name in Ghana ist ahyewa adaka. Das prempensua mit drei, seltener fünf Lamellen ersetzt nicht nur die atumpan (große stehende Becherstrommel) und andere ghanesische Trommeln, sondern dient wie das Marimbula und die nigerianischen Kasten-Lamellophone als rhythmisches Bassinstrument, das gezupft und zugleich auf den Korpus geschlagen wird. Zusätzlich am Korpus angeheftete Metallplättchen ergeben einen Rasseleffekt. Bei den zu den Akan gehörenden Aschanti wird das traditionelle Genre Nnwomkoró von einem Chor aus erwachsenen Frauen und einem Begleitensemble aus fast ausschließlich männlichen Perkussionisten gebildet. Das Instrumentarium beim Nnwomkoró besteht aus den Einfachglocken firikyiwa und dawuro, der Doppelglocke nnawuta (der gankogui entsprechend) und einem prempensiwa. Die rhythmische Begleitung für die Unterhaltungslieder mit gesellschaftlichen Themen kann sich auch auf Händeklatschen beschränken.
Als Rhythmusinstrument wird von Musikern der Limba, Vai und Kpelle in Sierra Leone und Liberia auch das große Kasten-Lamellophon kongoma (kónggoma) mit zwei oder drei Lamellen verwendet. Bei den dortigen Gola heißt es bonduma.

## Bauform

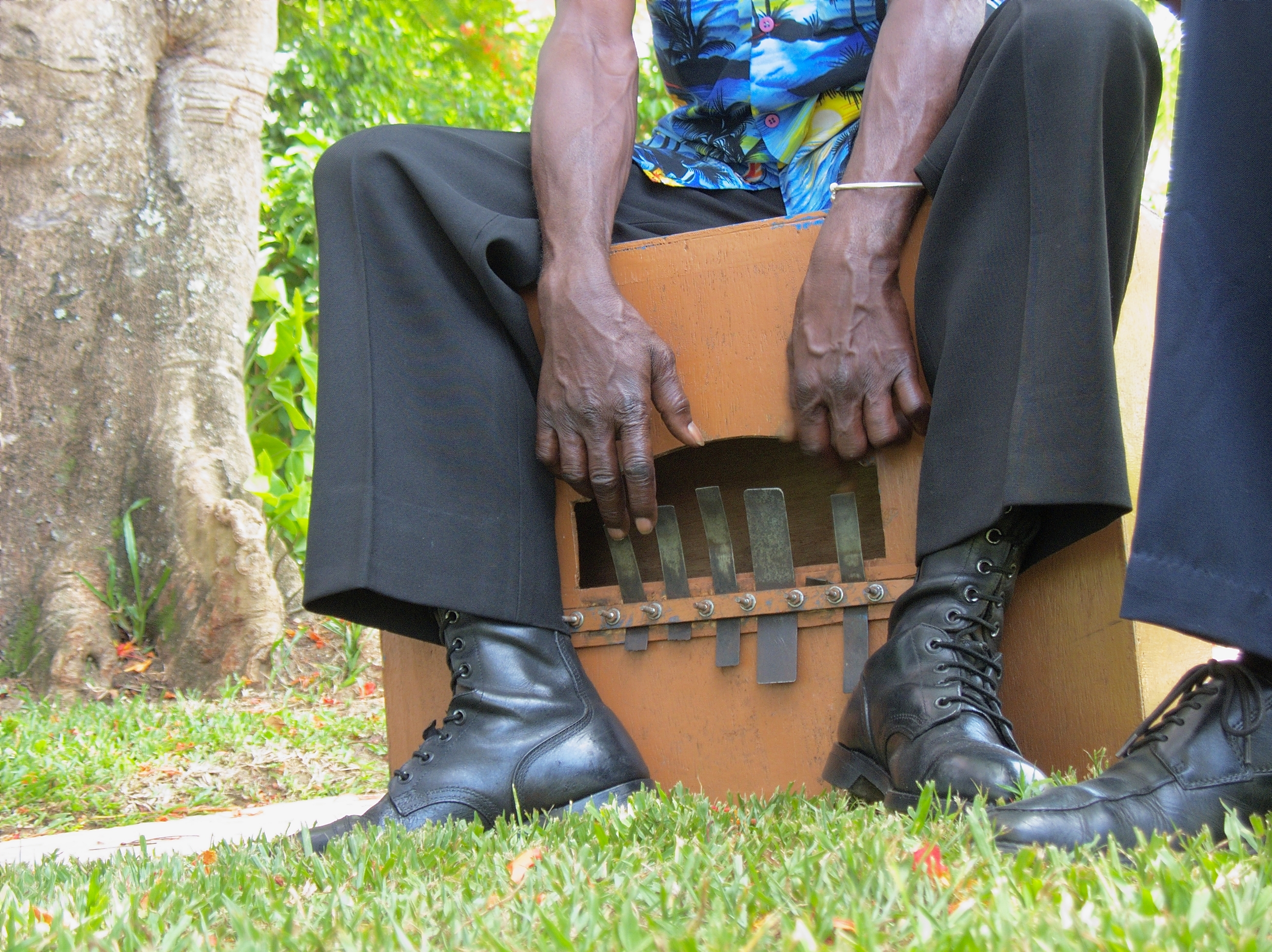
Typische senkrechte Spielposition. Das Marimbula besitzt fünf von sechs Lamellen

Nach einer Beschreibung von 1978 gab es im Bundesstaat Miranda an der Küste Venezuelas ein Marimbula mit drei Lamellen, dessen Resonanzkasten etwa 40 Zentimeter hoch, 32 Zentimeter breit und 20 Zentimeter tief war. Die von Jos Ganseman (1989) auf den Antillen vorgefundenen Marimbulas waren 35 bis 50 Zentimeter hoch, 54 bis 60 Zentimeter breit und 20 bis 27 Zentimeter tief. Fast alle besaßen sechs Lamellen, deren Breite 25 bis 32 Millimeter betrug. Die Lamellen wurden früher stets aus gebrauchtem Federstahl gefertigt, etwa aus den Zugfedern von Grammphonen oder Pendeluhren. Marimbulas aus der zweiten Hälfte des 20. Jahrhunderts besitzen typischerweise fünf bis sieben Lamellen, in Haiti lediglich drei oder vier und auf Kuba und Puerto Rico zehn oder mehr Lamellen. Bei Instrumenten mit drei oder vier Lamellen sind diese in einer aufsteigenden Reihe angeordnet, beginnend mit dem tiefsten Ton auf der vom Spieler aus gesehen rechten Seite. Bei Marimbulas mit mehr Lamellen entspricht die symmetrische Anordnung mit der längsten Lamelle in der Mitte den afrikanischen Vorbildern. Beide Seiten sind häufig auf unterschiedliche Tonleitern eingestellt. Ein Marimbula mit sechs Lamellen ist beispielsweise von der Mitte ausgehend C–c–g auf der rechten Seite und Es–es–as auf der linken Seite gestimmt.
Die Konstruktion des traditionell von den Musikern selbst hergestellten Kastens ist allgemein ähnlich und meist einfach. Der Korpus ist rechteckig, quadratisch oder hat die Form eines Pyramidenstumps mit einer breiteren Standfläche. Die Größe ist nicht fcestgelegt. Die Vorder- und Rückseite besteht üblicherweise aus einer dünnen Sperrholzplatte, während für Schmalseiten, Boden und Oberseite dickere Holzbretter verwendet werden. Die Lamellen werden auf der Mitte der Vorderseite neben oder über einem Schallloch befestigt. Ihr freies Ende ragt beim aufgestellten Resonanzkasten senkrecht nach oben. Fixiert werden die Lamellen zwischen zwei quer verlaufenden Leisten. Diese werden durch Schrauben (teilweise mit Flügelmuttern) in den Zwischenräumen der Lamellen zusammengepresst. Durch Lösen der Schrauben lassen sich die Lamellen verschieben, um sie auf die richtige Tonhöhe zu justieren. Gestimmt werden alle oder nur die zum Spiel verwendeten Lamellen ungefähr nach der Gitarre (oder einer Cuatro, auf den Antillen cuarta) oder der Tonart der Gesangsstimme.
Heute für den internationalen Markt industriell gefertigte Marimbulas besitzen meist einen rechteckigen Korpus mit acht Lamellen, die ungefähr in der Mitte eingespannt sind. Ein typisches Modell, das von der Firma Kolberg hergestellt wird, ist 60 Zentimeter breit, 40 Zentimeter hoch und 20 Zentimeter tief. Die acht Lamellen sind pentatonisch mit dem Tonumfang D–g gestimmt. Das etwa gleich große Modell von Meinl besitzt acht auf f–c–G–D–F–A–d–g gestimmte Lamellen.
Von experimentellen Marimbulas mit wesentlich mehr Lamellen wird im Verlauf des 20. Jahrhunderts des Öfteren berichtet. Der kubanische Musiker und Komponist Gilberto Valdés (1905–1972) war um die Förderung traditioneller einheimischer Musikinstrumente bemüht und erfand 1937 ein Marimbula mit 60 Lamellen in vier Reihen, das er „Valdímbula“ nannte. Es war jedoch um die Mitte des 20. Jahrhunderts wieder verschwunden.

## Spielweise

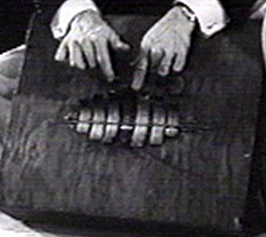
Mit den Zeigefingern gezupftes Marimbula, nicht wie andere Lamellophone mit den Daumen

Der Musiker sitzt meist auf dem hochkant auf den Boden gestellte Instrument und erreicht die Lamellen an der Vorderseite zwischen seinen gespreizten Beinen. Alternativ lässt sich das Marimbula auch mit den Lamellen in schräger oder waagrechter Position spielen. Die Lamellen werden an den aufgebogenen Enden gezupft oder seltener wie ein Xylophon mit Stöckchen geschlagen.
Anders als afrikanische Lamellophone ist das Marimbula kein Melodieinstrument, sondern wird als rhythmischer Bass eingesetzt. Da die Lamellen breiter sind, werden zum Anzupfen nicht die Daumen, sondern üblicherweise Zeigefinger und Mittelfinger zusammen verwendet. Der Musiker (marimbulero) kann aber mit den Daumen einen zweiten Rhythmus auf die Holzdecke des Kastens schlagen. Bei Marimbulas mit drei bis vier Lamellen benutzt der Musiker lediglich seine rechte Hand zum Anzupfen, während er mit der linken Hand vorne oder seitlich auf den Korpus schlägt, um so häufig mehr zu einer differenzierten rhythmischen Struktur beizutragen als mit den einzelnen Bassnoten der Lamellen.
Zwar lassen sich auch auf dem Marimbula einfache Melodien produzieren, seine hauptsächliche Funktion ist aber die harmonische und rhythmische Bassbegleitung mit Akkordfolgen. Im einfachsten Fall werden Grundton und Quinte gespielt. Akkorde des Marimbula folgen häufig nicht streng harmonisch den Akkordwechseln der Gitarre.

### Antillen
In der ersten Hälfte des 20. Jahrhunderts wurde die Marimbula in der Karibik von Ensembles vor allem in den Dörfern bei Festlichkeiten zur Tanzbegleitung als rhythmisches Bassinstrument eingesetzt. Auf den Antillen bestanden die Ensembles zur Begleitung von Unterhaltungstänzen (darunter Merengue, Walzer, Rumba, Bolero und eine lokale Version der Quadrille) außerdem aus Gitarre, cuarta (Cuatro), eventuell Mandoline und dem Metallschraper wiri (wera oder wero) oder weiteren Perkussionsinstrumenten; in anderer Besetzung aus Gitarre, Fiddle und Akkordeon. Bei Festen des traditionellen Brauchtums wie simadan (Erntedankfest), dande (Umzug mit Gesangsgruppen an Neujahr) oder dera gay (Freudenfeuer am Vorabend vor dem Johannistag) wurden Marimbulas kaum verwendet, was auf deren späte Einführung in die Musik der Antillen hindeutet. Andere aus Afrika stammende Musikinstrumente gehören hingegen zur kultischen Musik, etwa das beim Erntedankfest geblasene Rinderhorn cachu. Da die Musiker in den Dörfern sich keinen Kontrabass leisten konnten, wurde das in den 1940er Jahren von allen kleinen Ensembles (conjuntos) ersatzweise verwendete Marimbula nach Auskunft eines Musikers von der Antilleninsel Bonaire ironisch als „karibischer Arme-Leute-Bass“ bezeichnet.

### Kuba
In Kuba ist das Marimbula eng mit dem Son verbunden, einem Tanzmusikstil, der nach allgemeiner Einschätzung Ende des 19. Jahrhunderts in ländlichen Regionen im Osten Kubas entstand – dort, wo auch das Marimbula herkommt. Bei den im Osten Kaffee und Tabak produzierenden kleinen Familienbetrieben waren die schwarzen Sklaven besser in die Gesellschaft integriert als auf den großen Zuckerrohrplantagen in der Mitte und im Westen der Insel. Während auf den Großplantagen die Sklaven strikt von den anderen Nationen getrennt waren, bildete sich im Osten auch eine ethnisch gemischte Gesellschaftsschicht aus so bezeichneten Mulatten und Kreolen, in der, so wird angenommen, Musikstile wie der Trova (poetischer Gesang zur Gitarrenbegleitung aus dem 19. Jahrhundert) und der Son entstehen konnten. Von dort gelangte der Son Anfang des 20. Jahrhunderts bis in den Westen Kubas, wo der Son in den 1910er Jahren in Havanna durch zwei Ensembles von Migranten aus dem Osten populär wurde. In den einfachen Kneipen der afrokubanischen Unterschicht von Havanna reifte der Stil des Son durch Einflüsse aus dem rhythmischen Rumba und der eher poetischen Gitarrenmusik des Trova.
Anfangs wurde die Gesangsstimme in der einfachsten Form des Son (von sonar, „tönen, klingen“) von einer Gitarre und/oder einer Tres (kleine Gitarre), Bongos und Marimbula begleitet. Zu dieser Kernbesetzung kamen maracas (Gefäßrasseln) und claves (Gegenschlagstäbe).
In der „klassischen Periode“ zwischen 1920 und 1940 gehörten zu einem Sextett oder Septett eine Gitarre, eine Tres, eventuell eine Trompete und als Rhythmusinstrumente Bongos, Marimbula oder Kontrabass sowie Kuhglocken und claves. Zur selben Zeit gab es im Osten Kubas weitere kreolische Volksmusikstile wie Changüi, Kiribá und Nengón, in denen ebenfalls Tres, Bongos und Marimbula zum Kern der Ensemblebesetzung gehörten. Wurde der Kontrabass gegenüber dem Marimbula bevorzugt, dann wegen seinen vielfältigeren musikalischen Möglichkeiten, seiner größeren Lautstärke und weil er die Gesangsstimme enger harmonisch begleiten kann. Zugleich wurde das preisgünstigere und leichter transportable Marimbula weiterhin im ländlichen Raum und von Straßenmusikern eingesetzt.
Akustische Son-Ensembles verwenden heute neben dem Marimbula als Perkussionsinstrumente etwa Bongos, maracas, das Schrapgefäß güiro und eine botija (kubanische Gefäßflöte aus einem Tonkrug). Die wie tiefe Trommeln klingende botija wurde vor der Einführung des Marimbula häufiger verwendet, danach meist durch diese oder einen Kontrabass ersetzt und kommt heute als Rückgriff auf die alte kubanische Tradition zusammen mit dem Marimbula wieder zum Einsatz. Heutige Bands mit elektrisch verstärkten Instrumenten ersetzen Gitarre und Tres durch ein Keyboard und verwenden einen E-Bass.

### Jamaika

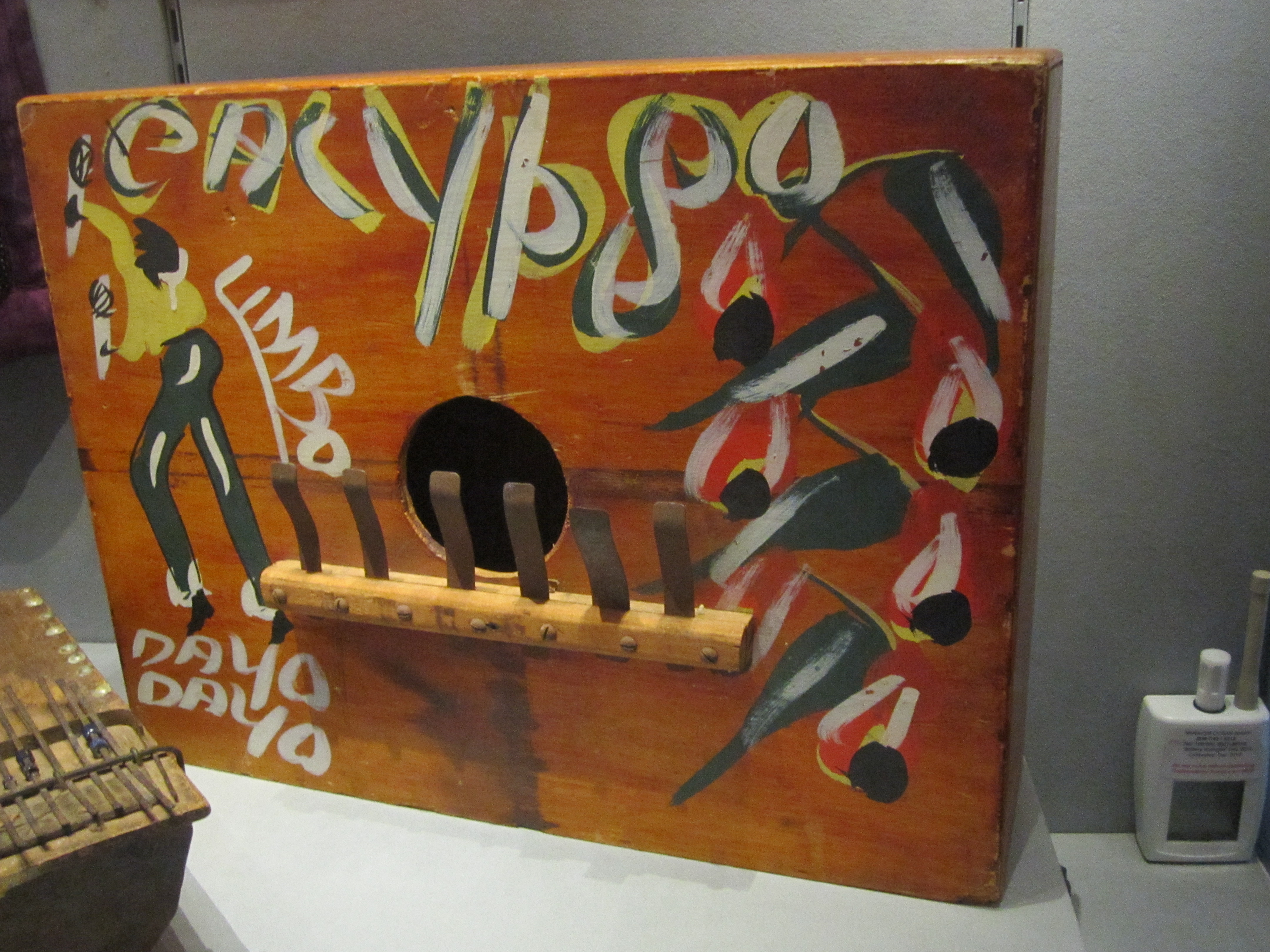
Jamaikanische Rumba-Box mit sechs Lamellen

Das Marimbula wird in der Karibik fast nur in der säkularen Unterhaltungsmusik zur Tanzbegleitung gespielt, mit Ausnahme von Jamaika, wo das hier rumba box genannte Lamellophon auch in der religiösen Kultmusik eingesetzt wird, etwa von Rastafaris. Der Mento ist ein nationaler jamaikanischer Volkstanz, Vorläufer der Mitte des 20. Jahrhunderts entstandenen Musikstile Ska und Reggae und Haupteinsatzgebiet der Rumba-Box. Die beim Mento gespielten Musikinstrumente sind akustisch und wurden, wie Kalebassenrasseln, Schraper, Rumba-Box, Flöten und Trommeln, früher meist selbst gefertigt.
Zu den in Jamaika außerdem gepflegten Unterhaltungstänzen europäischen Ursprungs gehören Quadrille, Mazurka, Polka und Schottisch. In den Dörfern bilden bis zu 15 Musiker ein Tanzmusikensemble, das aus Fiddle, Akkordeon, Saxophon, Trompete und Klarinette als Melodieinstrumente bestehen kann. Für die harmonisch-rhythmische Begleitung sorgen Gitarre, Banjo und Rumba-Box oder Kontrabass. Hinzu kommen einige Trommeln und Perkussionsinstrumente.
In der ersten Hälfte des 20. Jahrhunderts bestand ein solches Tanzmusikensemble für Hochzeiten und andere gesellschaftliche Anlässe etwa aus Fiddle, Gitarre, Ukulele, Mundharmonika, Bambusflöte, Banjo, Mandoline, Rumba-Box (mit drei Lamellen), Kürbisgefäßrassel shac-shac und der rechteckigen Rahmentrommel gumbe.

### Puerto Rico
Die traditionelle Musik von Puerto Rico ist seit dem 19. Jahrhundert stark von der Kultur schwarzer Sklaven aus Westafrika und daneben durch spanische Kolonisten geprägt. Als Verschmelzung beider Einflüsse entstand der einheimische Tanzmusikstil Bomba, der durch mehrere Trommeln und Wechselgesang charakterisiert wird. Unter diesem Oberbegriff werden auch eine Reihe weiterer Tänze zusammengefasst, die bei Festveranstaltungen aufgeführt werden. In den meisten populären Musikstilen Puerto Ricos spielen die Musiker neben Trommeln eine Marimbula sowie maracas und das Schrapgefäß güiro.
Das Marimbula wurde in Puerto Rico wahrscheinlich auch durch frühe Aufnahmen kubanischer Son-Musik bekannt, war aber bis um 1940 wenig verbreitet. Am häufigsten wurde das Marimbula von den aus acht bis zehn Mitgliedern bestehenden Tanzmusikgruppen zwischen 1945 und 1955 verwendet, bis es danach mit der Verkleinerung dieser Gruppen praktisch verschwand. Anfang der 1970er Jahre machte der E-Bass das Marimbula überflüssig. Mit Puerto Ricanern gelangte das Marimbula bis nach Hawaii. Die erste Migrationsbewegung nach Hawaii fand um 1900 statt.

### Haiti
Die Bevölkerung Haitis besteht zum größten Teil aus Nachkommen schwarzafrikanischer Sklaven, die aus West- und Zentralafrika stammen. Mit der Unabhängigkeit von Frankreich 1804 wurde Haiti zur „ersten schwarzen Republik“. Die Musik der verarmten, mehrheitlich in Dörfern lebenden Bevölkerung ist heute afrikanisch, kreolisch und stark von der internationalen Popkultur geprägt.
Ab den 1920er Jahren wurden durch Langspielplatten und Radio die kubanischen Musikstile Son und Bolero durch populäre Gruppen wie Trío Matamoros und Septeto Nacional bekannt. Haitianische Landarbeiter, die jedes Jahr bei der Zuckerrohrernte in Kuba halfen, brachten darüber hinaus den von der Gitarre begleiteten Gesangsstil Típico mit, der in Haiti zum Twoubadou wurde (von französisch troubadour). Ein typisches Twoubadou-Quartett war um 1940 mit zwei Gitarren (gita), maracas (malaka) und Marimbula (maninba) besetzt.
Zum populären haitianischen Tanzmusikstil Méringue (Merengue) gehört, wenn er in seiner traditionellen Form auf dem Land aufgeführt wird, ein kleines Ensemble von vier bis sechs Musikern, die vormals Gitarren und Banjo spielten. Diese werden heute ergänzt um ein Akkordeon, eine zweifellige Trommel tambora, andere Perkussionsinstrumente (güiro, claves) und gelegentlich ein Marimbula (manouva).

### Mexiko

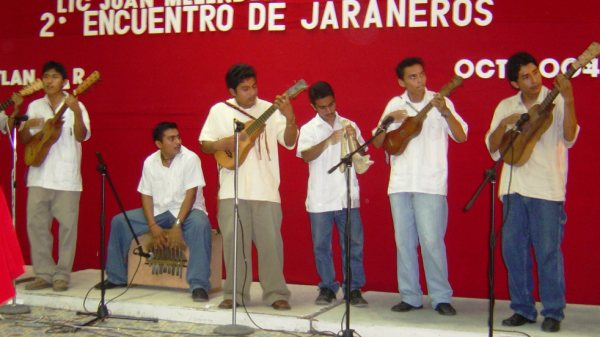
Mexikanische Son-Jarocho-Gruppe mit vier kleinen Gitarren jarana, einem Eselunterkiefer quijada und einem marimbol

In Mexiko wird das Kasten-Lamellophon, das auf Spanisch marimbol heißt, gelegentlich im Son Jarocho verwendet. Dieser Volksmusikstil ist eine Variante des Son im mexikanischen Bundesstaat Veracruz, der seinen Namen von „Jarocho“ erhalten hat, wie ein männlicher Einwohner der Stadt Veracruz genannt wird. Die Musikinstrumente des Son Jarocho sind die melodieführende arpa jarocha (diatonische Harfe mit 32–36 Saiten) und mehrere kleine Gitarren wie die jarana jarocha (acht Saiten in fünf Chören) und die requinto jarocho (vier Saiten). Als Perkussionsinstrumente dienen unter anderem cajón oder marimbol.

### Internationale Musik
Ein von Kolberg und anderen Perkussionsinstrumentenherstellern produziertes Marimbula mit einem Tonumfang von zwei Oktaven (c–c2) wurde von Komponisten der klassischen Neuen Musik eingesetzt, unter ihnen Hans Werner Henze (Zweites Violinkonzert für Sologeiger, Tonband, Bassbariton und 33 Instrumentalisten, 1971; Tristan, Préludes für Klavier, Tonbänder und Orchester, 1973; Voices. Eine Sammlung von Liedern, für zwei Singstimmen (Mezzosopran und Tenor) und Instrumentalgruppen, 1973) und Thomas Adès (The Origin of the Harp, Kammermusik für 10 Solisten, 1994).
Love Songs ist ein Werk von 1994 des US-amerikanischen Komponisten Peter Garland (* 1952) für Violine, Klavier, Marimbula und Maracas. Der US-amerikanische Komponist Bill Russell (1905–1992) war in seiner Perkussionsmusik ein Vorreiter für Multikulturalität in der Musik. Eine Reise nach Haiti 1932 veranlasste ihn im folgenden Jahr zu einer Komposition auf der Grundlage haitianischer Voodoo-Praktiken. Für Three Cuban Pieces von 1935 schrieb er neben einem Marimbula als Perkussionsinstrument den Unterkiefer eines Esels (quijada) vor.
Gelegentlich wird das Marimbula auch im Jazz und anderen Musikstilen eingesetzt. Der US-amerikanische Bassist Paul Jackson beispielsweise spielt Marimbula auf Herbie Hancocks Album Head Hunters von 1973, ebenso der britische Perkussionist Orphy Robinson auf dem Improvisationsalbum Bruised von 2004 und der US-amerikanische Rockmusiker Beck Hansen auf seinem Alternative-Rock-Album Odelay von 1996.